# Три години на втечу
«Три години на втечу» — фільм 2010 року.

## Зміст
Професія Семюеля Пер'є — рятувати людей. Та цього разу медбрат врятував ну зовсім «не того» хлопця. І ось тепер його вагітну дружину викрали бандити, щоб змусити Семюеля допомогти їхньому пахану звалити з лікарні. Аби врятувати дружину і вижити самому йому необхідно виграти смертельні перегони на виживання з бандитами і поліцейськими не тільки вулицями Парижа, але і під землею.